# Локет (Соколов)
Локет (чеш. Loket) град је у Чешкој Републици. Град се налази у управној јединици Карловарски крај, у оквиру којег припада округу Соколов.

## Становништво
Према подацима о броју становника из 2014. године град је имао 3.117 становника.

## Партнерски градови
- Илертисен